# Esthemopsis saracena
Esthemopsis saracena är en fjärilsart som beskrevs av Grose-smith 1902. Esthemopsis saracena ingår i släktet Esthemopsis och familjen Riodinidae. Inga underarter finns listade i Catalogue of Life.